# Québecs flagga

Québecs flagga

Québecs flagga har ett vitt kors på blå botten. I var och en av de fyra rektanglar som korset delar upp flaggan i finns en fransk lilja i vitt. Flaggan antogs den 21 januari 1948.